# Zeeoren
Zeeoren (Haliotidae) zijn een familie van slakken (Gastropoda). De soorten kunnen vrij groot worden, tot 10 of zelfs 20 centimeter. Ze komen in alle zeeën van de wereld voor maar leven voornamelijk in warmere wateren.
Veel soorten zijn geschikt voor menselijke consumptie en worden in verschillende werelddelen als een delicatesse beschouwd. De slakken worden wereldwijd in grote hoeveelheden gevangen en sommige soorten zijn hierdoor zeldzamer geworden. De meeste soorten komen echter nog algemeen voor.
Alle soorten hebben een karakteristieke schelpvorm waardoor ze onmiddellijk van alle andere groepen van slakken kunnen worden onderscheiden. De schelp heeft slechts een enkele snel breder wordende winding en lijkt daardoor niet op een typische slakkenschelp. Zeeoren worden beschouwd als een relatief primitieve groep van slakken. Ze zijn verwant aan de gathorens (familie Fissurellidae).

## Naamgeving
De wetenschappelijke naam van de groep werd in 1815 als Haliotididae voorgesteld door Constantine Samuel Rafinesque-Schmaltz. De wetenschappelijke naam is een samenstelling van de woorden Halios (zee) en Otos (oor). De uitgang -idae wordt gebruikt voor families van dieren.
De familie wordt alleen vertegenwoordigd door het geslacht Haliotis. Een tweede voorgesteld geslacht, Sulculus, wordt niet algemeen erkend.
Zeeoren danken hun Nederlandstalige naam aan de vorm van de schelp. Deze lijkt enigszins op een oor. Andere gebruikte namen namen zijn oorschelp en venusoor. Ook in andere talen wordt een dergelijke naam gebruikt, zoals het Duitse seeohren en het Franse oreilles de mer. In de Engelse taal wordt de naam 'abalone' gebruikt voor de zeeoren. Deze naam is afgeleid van het Spaanse woord abulón, dat vrij vertaald 'eetbare slak' betekent.

## Verspreiding en habitat

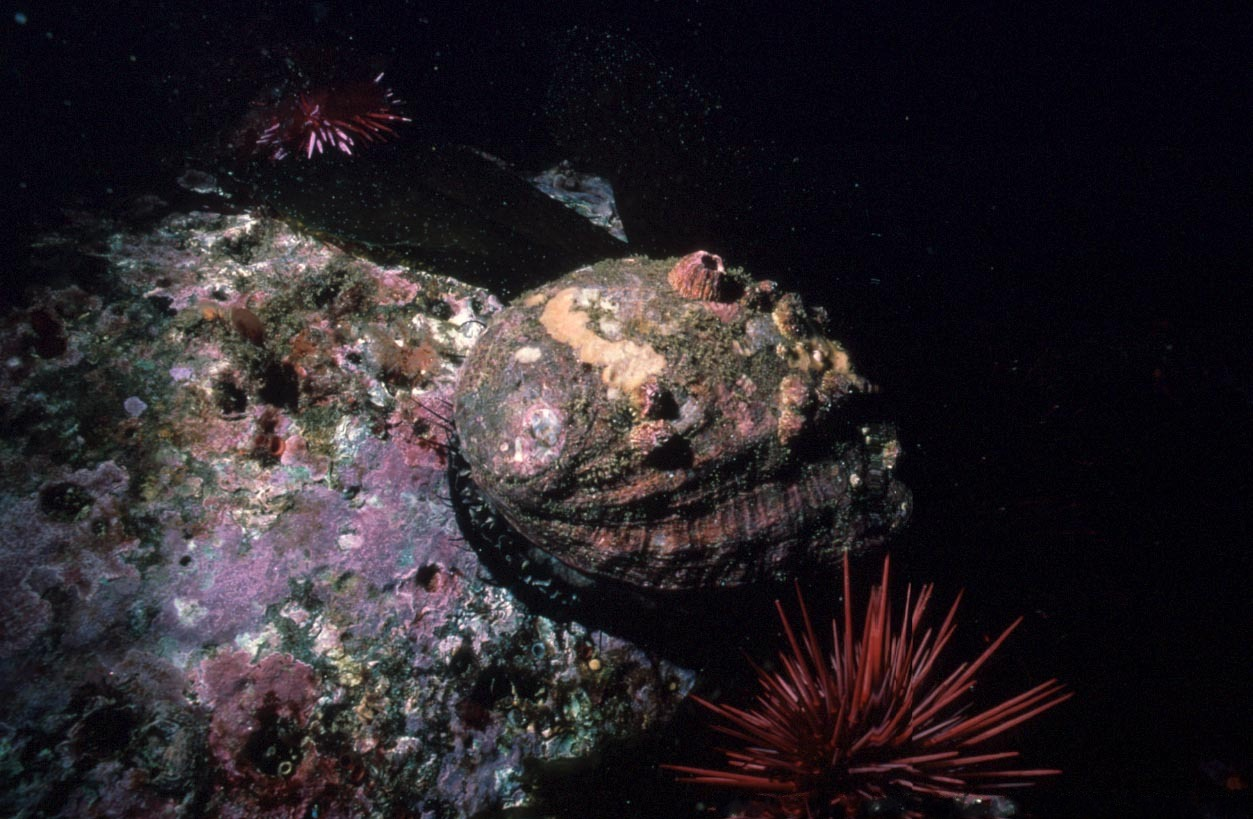
Zeeoren zijn bewoners van rotsige zeebodems dicht bij de kust, afgebeeld is Haliotis corrugata

Zeeoren worden gevonden in bijna alle delen van de wereld, maar ontbreken in koelere wateren. De verschillende soorten worden aangetroffen langs de kusten van Afrika, Australië en vele oostelijk gelegen eilandengroepen, de Middellandse Zee, Nieuw-Zeeland en de westkust van Noord-Amerika.
Langs de Belgische en Nederlandse kust komen geen soorten voor. Wel zijn waarnemingen bekend van exemplaren die zijn aangespoeld op het strand. In Nederland zijn voor 1985 slechts enkele strandvondsten bekend die aan zeewier gehecht waren.
De gewone zeeoor (Haliotis tuberculata) is de enige algemene soort binnen Europa. Deze soort bereikt een schelpgrootte van ongeveer tien centimeter, veel kleiner dan tropische soorten die tot 30 cm kunnen groeien.

### Habitat
Zeeoren leven langs rotsige kusten en kunnen niet leven in zandige streken. Ze verdragen een zandbodem slecht omdat de zandkorrels de uitstroomopeningen van de schelp kunnen verstoppen.
De habitat bestaat in de regel uit het gebied net onder de getijdenzone tot ongeveer twintig meter diepte waar zeewier groeit op de rotsen. Vrijwel alle soorten leven op een diepte van hooguit enkele tientallen meters, dicht bij de kust. Er zijn enkele uitzonderingen, zoals de zwarte zeeoor (Haliotis cracherodii). Deze leeft in de brandingszone waar de golven vrij spel hebben. Een ander uiterste is de soort Haliotis pourtalesii, die juist in diepere wateren leeft tot enkele honderden meters onder de zeespiegel. Deze zeeoor is voornamelijk bekend van aangespoelde exemplaren en lange tijd werd gedacht dat de soort zeer zeldzaam was.
Zeeoren zijn negatief fototaxisch; ze hebben een hekel aan licht en blijven zoveel mogelijk in de schaduw. Ze schuilen overdag onder rotsspleten en in kieren in de bodem. 's Nachts komen ze tevoorschijn om te foerageren.

## Kenmerken

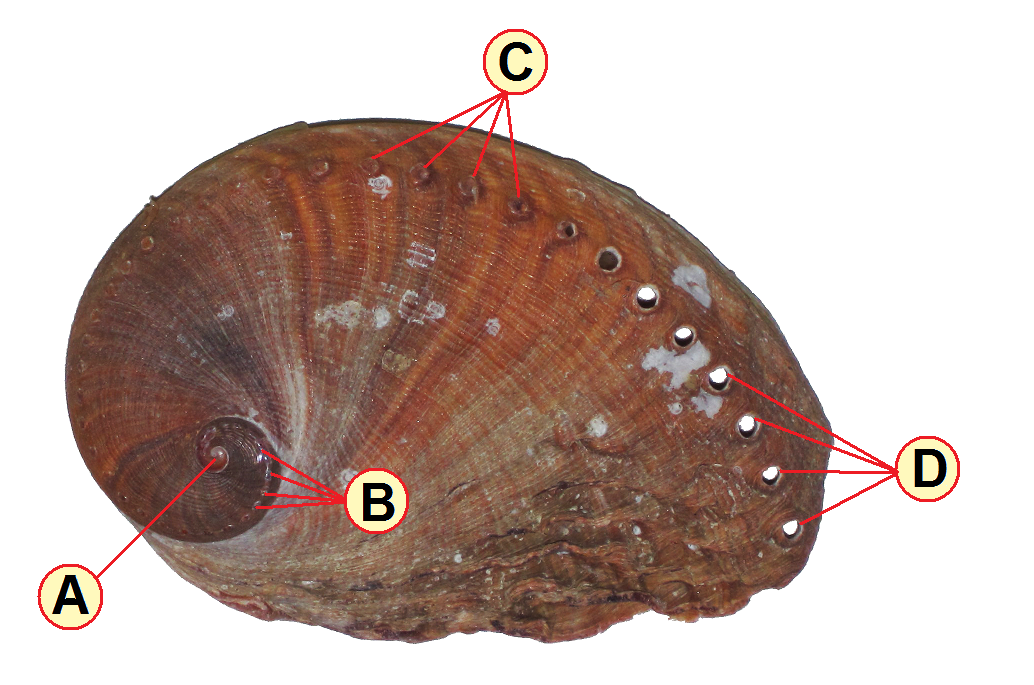
Belangrijkste schelpkenmerken:

Zeeoren behoren tot de slakken of buikpotigen en hebben dus een enkele schelp. De schelp heeft windingen die niet hoog op elkaar gewonden zijn maar juist zeer kort zijn en relatief plat. Het lichaam kan niet volledig in de schelp worden geborgen.

### Schelpkenmerken
De schelpkleur varieert van grijs tot groen, rood of roze. De kleur wordt soms beïnvloed door het voedsel. Zeeoren die veel roodwieren eten krijgen een meer rode schelpkleur. De schelpopening is aan de onderzijde gelegen en is zeer breed en vlak. Hierdoor heeft de schelp een vorm die doet denken aan een oor. De schelp wordt ook wel vergeleken met een nap of een hoed en is geschikt om zich vast te zuigen op vlakke rotsen in de getijdenzone. Een andere familie van slakken, de schaalhorens, hebben eenzelfde aangepaste schelpvorm en levenswijze, hoewel ze verder niet op zeeoren lijken.
Net als andere slakken is de schelp gewonden, maar omdat de windingen zeer snel groter worden naarmate het dier groeit bestaat het grootste deel van de schelp uit een deel van de laatste winding. Bij oudere exemplaren zijn de oudste windingen aan de bovenzijde (ook wel apex) volledig verdwenen door slijtage als gevolg van het kruipen tussen de rotsen. In het midden van de binnenzijde van de schelp is soms een afwijkende structuur aanwezig in het parelmoer. Dit is de plaats waar de lichaamsspieren aan de schelp gehecht zijn geweest. Een dergelijk litteken is echter niet bij alle soorten te zien.

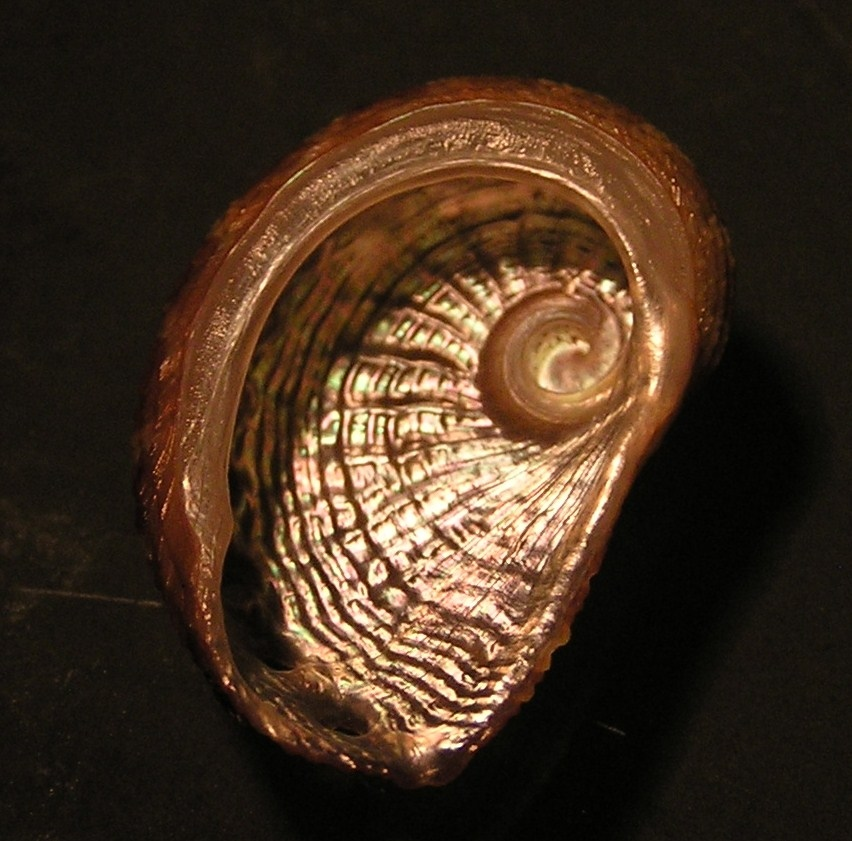
Abalone clathrata lijkt sprekend op een oor

Een ander opvallend kenmerk is een rij gaten in de schelp die evenwijdig aan de schelprand zijn gelegen. De gatenrij is altijd aan de linkerzijde van de schelp gepositioneerd – gezien van bovenaf. Deze gaten ontstaan in de sleuf, dit is een langwerpige uitsparing in de schelp. Bij sommige slakken blijft de sleuf open, zoals bij de slithorens. Bij andere groepen van slakken zoals de gathorens groeit deze weer grotendeels dicht waar bij de sleufopening zich verplaatst naar het midden van de schelp. Bij zeeoren echter is sprake van een combinatie hiervan; de sleuf groeit af en toe dicht waardoor er steeds nieuwe ronde uitsparingen ontstaan. Aan de voorzijde van de schelp wordt om de zoveel tijd een nieuwe opening gevormd die nog niet rond is. De jongste, voorste gaten zijn open, terwijl de achterste gaten zijn dichtgegroeid door parelmoerafzettingen aan de binnenzijde van de schelp. Oudere gaten zijn te zien als een rij bultachtige structuren op de schelp. Dit is alleen duidelijk te zien bij schelpen die ontdaan zijn van hun natuurlijke laag van huidbedekking.
De open gaten zijn uitstroomopeningen van het water dat gebruikt is voor de ademhaling. Daarnaast dienen ze om zich te ontlasten en om ze zaad- en eicellen buiten de schelp te brengen. Veel soorten hebben altijd vier functionele ademopeningen in de schelp. Andere soorten hebben meer openingen in de schelp, zoals de soort Haliotis cracherodii die vijf tot acht openingen heeft.
De vorm van de schelp, maar ook de structuur van de bovenzijde varieert per soort. Veel soorten zijn zelfs vernoemd naar hun schelpvorm of -kleur. Bij Haliotis lammelosa heeft de schelp sterk geplooide opstaande randen die wat lijken op lamellen, vandaar de wetenschappelijke soortaanduiding lammelosa. De soort Haliotis marmorata heeft een donkere schelpkleur met lichtere, gemarmerde vlekken.
De schelp is aan de binnenzijde voorzien van een dikke parelmoerlaag. Zeeoren kunnen net als tweekleppigen parels vormen in de schelp. Deze ontstaan als reactie op een lichaamsvreemde stof die in de schelp terecht komt. De zeeoor kapselt dergelijke deeltjes in met parelmoer waardoor een parel ontstaat.
Bij soorten als Haliotis rufescens is de schelp meestal sterk begroeid met verschillende organismen zoals hydroïdpoliepen (Hydrozoa), mosdiertjes (Bryozoa) en verschillende wieren. Dit komt omdat de soort in wat dieper water leeft en altijd onder water te vinden is. De zeeoor Haliotis cracherodii heeft in tegenstelling tot andere zeeoren meestal geen begroeiing op de schelp, omdat de soort in de brandingszone leeft en regelmatig opdroogt aan de buitenlucht. Veel van de organismen die op schelpdieren groeien kunnen hier niet tegen.

### Anatomie

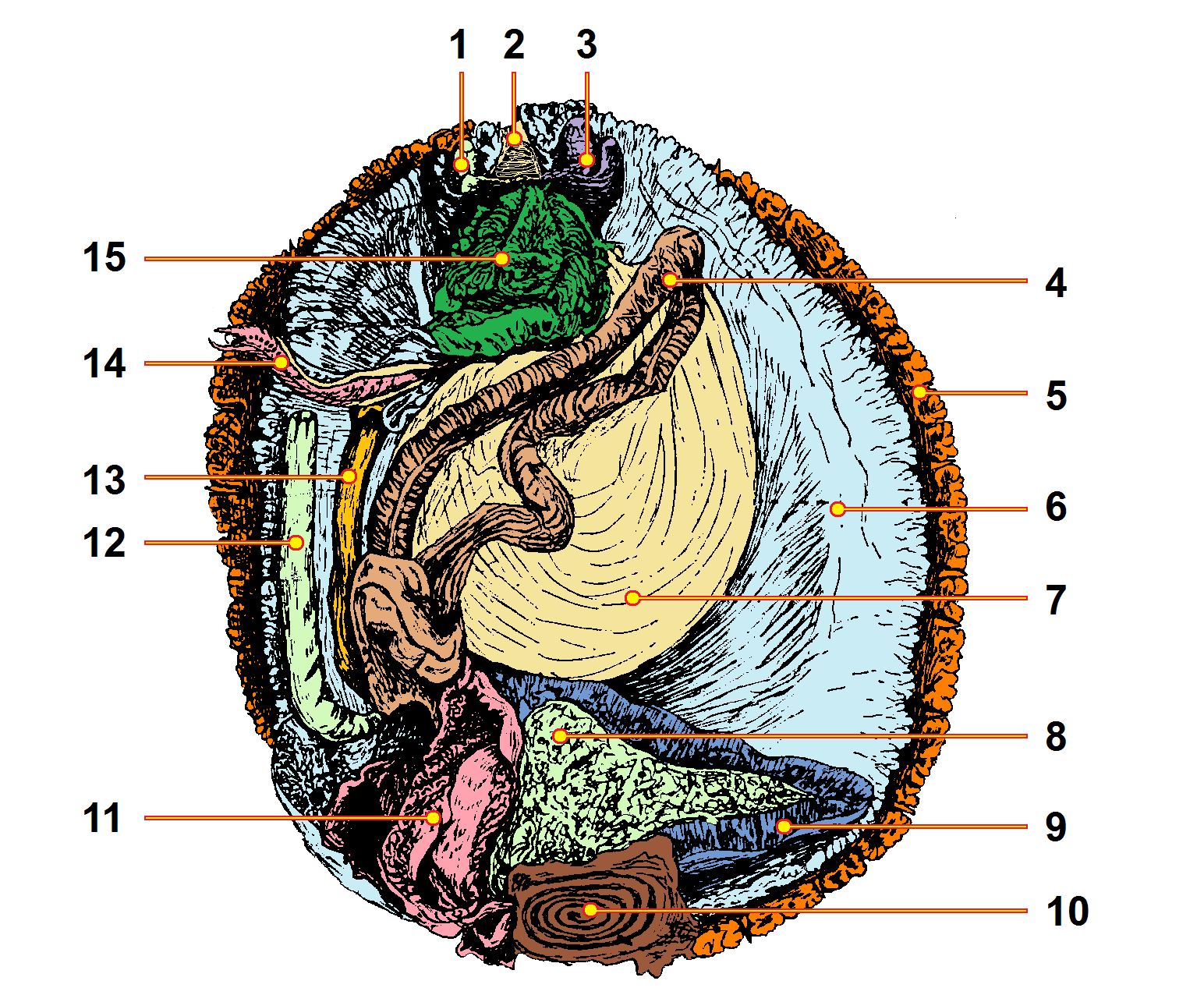
Inwendige organen van een zeeoor. De afbeelding is ingekleurd om de verschillende organen aan te duiden. Sommige lichaamsdelen zijn verplaatst om ze zichtbaar te maken

De zeeoren behoren tot de weekdieren en hebben een dienovereenkomstig week lichaam dat bestaat uit een voet, het lichaam en aan de voorzijde zijn een aantal weefelstructuren gelegen die tezamen de kop zouden kunnen worden genoemd. Zeeoren hebben geen operculum; dit is een verharde structuur die door lichaamsweefsel wordt aangemaakt en dient om de schelpopening af te sluiten ter bescherming.

#### Kop
Aan de voorzijde van het lichaam is de kop aanwezig, deze is echter niet duidelijk afgesnoerd van de rest van het lichaam. De kop bevat de kop-antennes of cefalische antennes, dit zijn twee paar zintuiglijke organen die ieder een andere functie hebben. Het buitenste paar wordt het langst en heeft een zweepachtig uiteinde. Deze antennes worden ook wel de mediale tentakels genoemd. Het binnenste paar bestaat uit duidelijk kortere, stomp eindigende antennes, die beide een lichtgevoelige plek bevatten. Deze oog-antennes kunnen worden teruggetrokken onder de schelp bij gevaar. Van een duidelijk ontwikkeld oog is geen sprake; de slak heeft simpele ogen die bestaan uit een omhulsel en een lichtgevoelige binnenzijde.
De kaken bestaan uit een tong-achtige structuur die voorzien is van vele kleine tandachtige verharde structuren. Het geheel wordt de radula genoemd en dient als een soort kaasrasp. Een kraakbeenachtige structuur in de kop genaamd de odontofoor drukt de radula stevig tegen het voedsel, waarna het in kleine laagjes van het substraat wordt geschraapt en in de mondopening wordt gebracht. Het voorste deel van de radula is vaak gekleurd, wat veroorzaakt wordt door micro-organismen. De rest van de radula is wit van kleur. Het grootste deel van de radula ligt in het lichaam en wordt beschermd door een vlies, de radulazak. In de radulazak worden de nieuwe tandjes gevormd. Gedurende het leven van de slak vindt dit voortdurend plaats.

#### Mantel
De binnenzijde van de schelp is bekleed met een dunne laag van stevig weefsel, de mantel. Alle organen zijn verbonden met de mantel, de mantel is bij levende exemplaren zichtbaar als het vlezige binnenzijde van de schelp. De randen van de mantel zijn voorzien van een vaak donker gekleurde rand van weefsel dat vele kleine tentakels draagt, het geheel wordt het epipodium genoemd. De tentakels hebben een zintuiglijke functie en worden de epipodiale tentakels genoemd. De tentakels zijn erg beweeglijk maar ze spelen geen rol bij de voortbeweging. De tentakels aan het epipodium worden soms door de gaten in de schelp naar buiten gestoken om ze vrij van aangroeisels te houden.

#### Spieren en organen

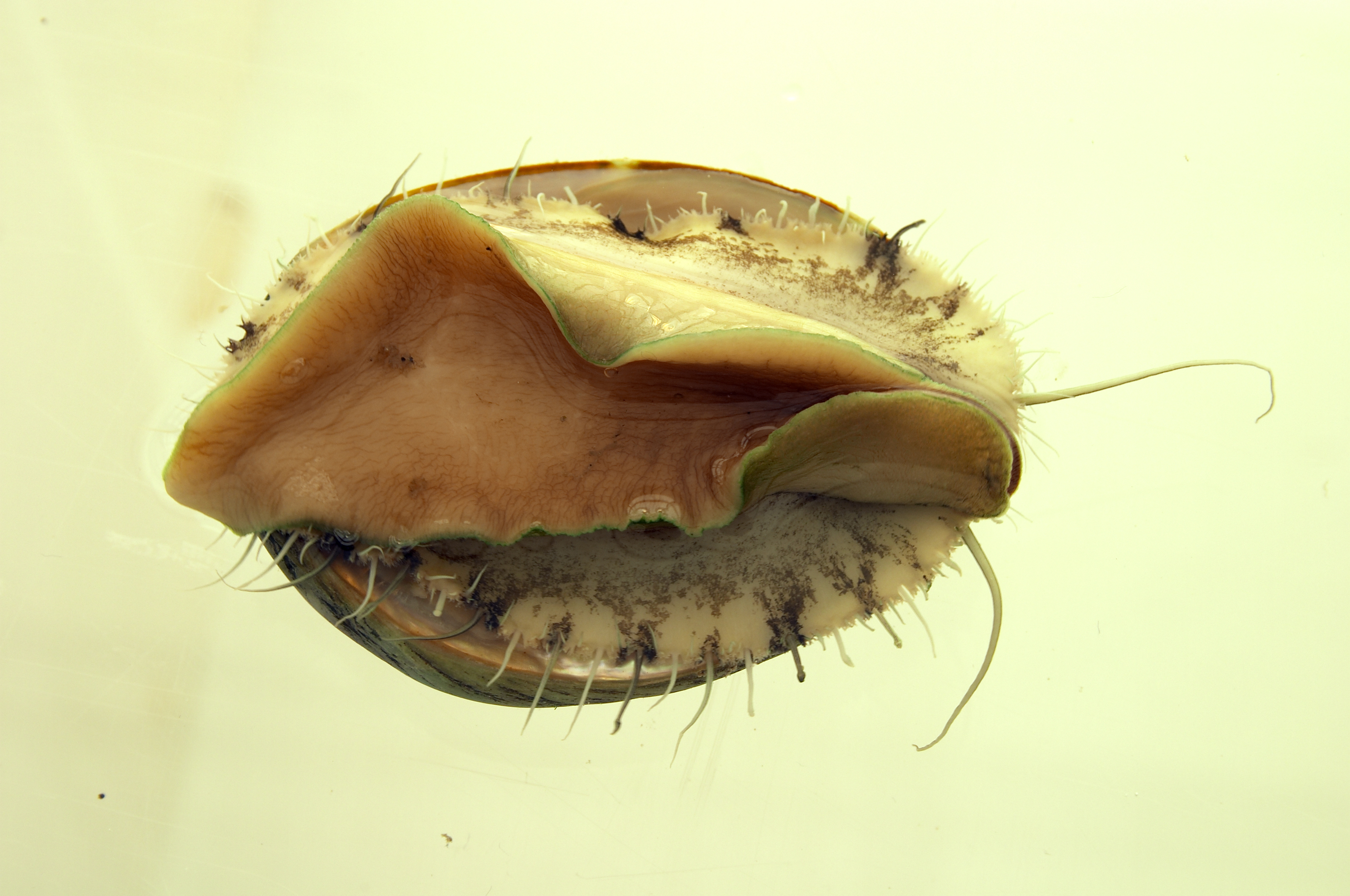
De grootste spier is de voet, hier van de onderzijde gezien

De lichaamsspieren die de schelp aan de ondergrond hechten, zijn verbonden met het midden van het lichaam aan de bovenzijde. Als een zeeoor voorzichtig van zijn schelp wordt ontdaan, kan het dier overleven, maar is dan zeer kwetsbaar voor vijanden. Een zeeoor kan zich niet opnieuw vasthechten aan de schelp. Uit de mantel stulpt de voet, die aan de buitenrand voorzien is van donker weefsel dat vele tentakels bevat. De voet van de slak is het grootste deel van het lichaam onder de schelp.
Net als andere slakken bewegen zeeoren zich voort door op de buikzijde golvende bewegingen te maken met spieren. Ze hechten zich aan de bodem door een kleverige, slijmachtige substantie. Zeeoren verschillen van andere slakken doordat de spiercontracties afwisselend links en rechts het lichaam voortbewegen. Dit doet enigszins denken aan een bipedale voortbeweging. Het zijn voornamelijk de rechterspieren die goed ontwikkeld zijn en de voet van spierkracht voorzien, de linkerspieren zijn rudimentair aanwezig, net zoals bij de gleufhorens. Bij de meeste slakken is de linkerspier geheel afwezig. De spieren zijn in staat om een omgevallen zeeoor weer rechts te trekken als ook maar een klein deel van de voet de ondergrond raakt. Zeeoren zijn in vergelijking met andere slakken relatief vlug en kunnen zich verplaatsen met een snelheid van vier tot vijf meter per minuut.
Zeeoren hebben doorzichtig bloed dat door een gespierd hart wordt rondgepompt. Door de kieuwen wordt zuurstof opgenomen en koolstofdioxide afgegeven aan het zeewater. Het bloed van zeeoren kan niet stollen en als ze ook maar enigszins beschadigd raken, bloeden ze dood. Het zuurstofrijke zeewater wordt onder de kop naar binnen gezogen en langs de kieuwen gevoerd. De ademhalingsorganen zijn net onder de schelpopeningen gelegen. Ze zuigen water aan vanonder de schelp, de kieuwen voeren het zuurstofarme water vervolgens af door de gaatjes aan de rand van de schelp. Zeeoren hebben veel zuurstof nodig en ze zijn hierdoor lastig in leven te houden in een aquarium.
De schelp is vrij plat, maar aan de achterzijde is een kleine verhoging aanwezig. Deze is ontstaan uit de eerste windingen en deze extra lichaamsholte wordt gevuld door de spijsverteringsorganen. De organen die tegen de apex zijn gelegen zijn echter niet vastgehecht aan de schelp, maar liggen vrij in het lichaam. De voortplantingsorganen zijn gelegen aan de rechterzijde van de schelp – van bovenaf gezien. Ze bestaan uit een gekromde structuur van zacht weefsel dat vlak voor de afzet van de eieren of spermacellen opzwelt. De kleur van het voortplantingsorgaan hangt af van het geslacht; de mannetjes hebben geelbruin sperma en de eicellen van vrouwtjes zijn groen van kleur.
De darmen eindigen in een rectum of endeldarm. De opening hiervan is altijd gelegen onder de jongste opening van de schelp. De ontlasting wordt door deze schelpopening naar buiten geperst.

## Voortplanting en ontwikkeling

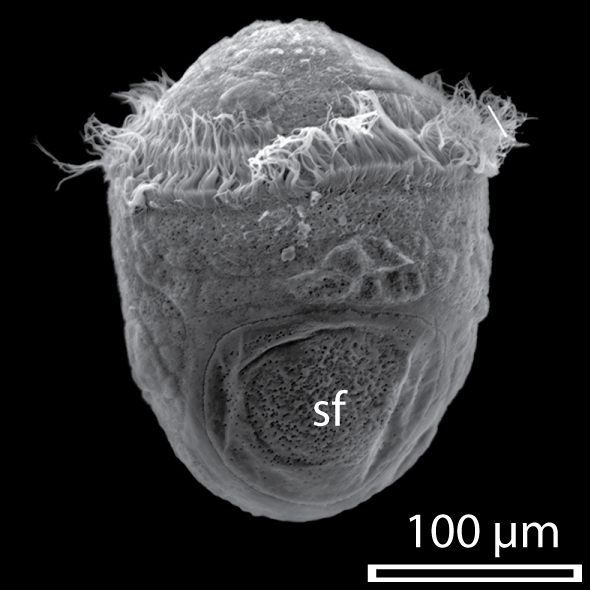
Trochoforalarve van Haliotis asinina

Zeeoren zijn altijd verschillend van geslacht; een exemplaar is altijd mannelijk of vrouwelijk. In tegenstelling tot andere groepen van slakken en andere weekdieren komen exemplaren met beide geslachtsorganen (hermafrodieten) nooit voor. De eicellen en spermacellen worden door de vrouwtjes respectievelijk de mannetjes door de schelpopeningen naar buiten geperst. Er is geen enkele vorm van paargedrag en de zeeoren zoeken elkaar ook niet op. De voortplanting is indirect; er vindt geen paring plaats. De mannetjes scheiden enorme hoeveelheden zaadcellen af in het water via de openingen in de schelp. Het zeewater rondom een mannetje wordt enige tijd melkachtig van kleur door de zaadcellen. Vrouwtjes merken de aanwezigheid van zaadcellen in het omringende zeewater op en worden hierdoor gestimuleerd om hun beurt ongeveer 100.000 eicellen aan het water af te geven. De bevruchting van eicel en zaadcel vindt vrij in het zeewater plaats, een bevruchte eicel ontwikkelt een gelatineus laagje.
De bevruchte eicel drijft enige tijd in het water en na enkele uren ontwikkelt zich een voorstadium van de larve. Dit wordt de trochoforalarve genoemd. De volwassen zeeoren kunnen zich maar langzaam verspreiden, maar de larven drijven met het zeewater mee en kunnen grote afstanden afleggen.
De trochoforalarve heeft een tonvormig lichaam met een verdikking in het midden. De larve heeft trilhaarbanden om zich voort te bewegen in het water. De levensduur van het trochoforastadium is kort; na ongeveer een dag verandert de larve in een veligerlarve die al op een volwassen zeeoor lijkt. De veligerlarve heeft al een kleine schelp, maar is veel kleiner dan een adult en beweegt zich voort met behulp van trilhaarbanden. Enkele dagen later verliest de veligerlarve binnen korte tijd zijn trilharen, de groei van de schelp begint en de larve zinkt uiteindelijk naar de zeebodem. Hier ontwikkelt de jonge zeeoor zich verder tot een volwassen dier.
Het duurt enkele jaren voordat een zeeoor volwassen is en zich kan voortplanten. Van de soort Haliotus rufescens is bekend dat het ongeveer zes jaar duur om de volwassenheid te bereiken en de schelp is bij dergelijke exemplaren ongeveer tien centimeter lang. Na twaalf jaar is de schelp van de zeeoor ongeveer 17,5 cm lang.

Afbeeldingen: ontwikkeling
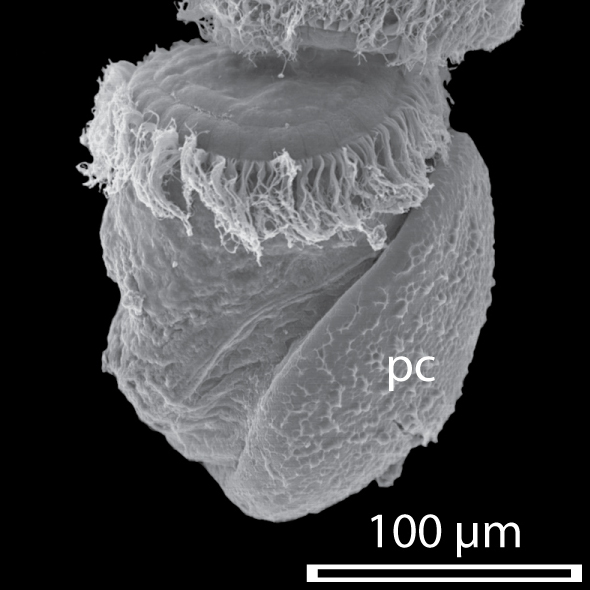
SEM- afbeelding van een trochofoor met protoschelp (PC)
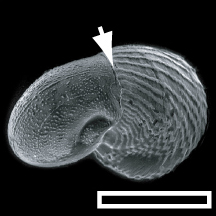
SEM-afbeelding van de protoschelp die wordt afgeworpen en de schelp komt tevoorschijn (pijl)
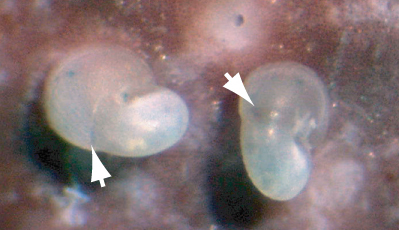
Foto van de protoschelp die wordt afgeworpen en de schelp komt tevoorschijn (pijlen)
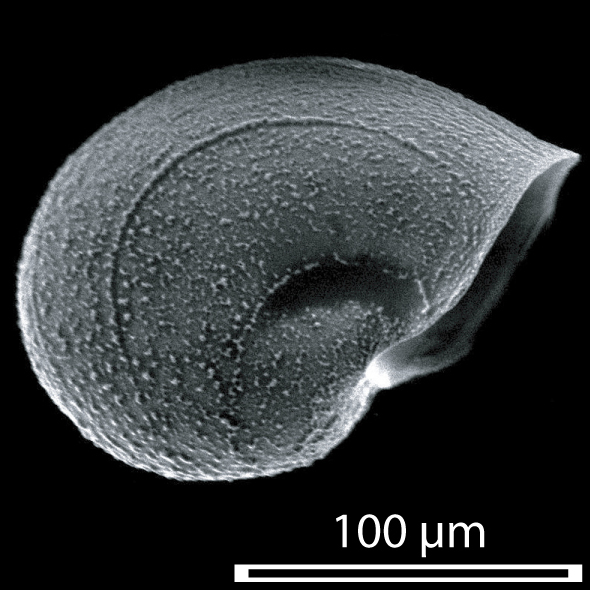
SEM-afbeelding van een afgeworpen protoschelp.

## Voedsel
Zeeoren zijn grotendeels herbivoor; ze leven vrijwel uitsluitend van plantaardig materiaal, maar ook is bekend dat organisch rottend materiaal (detritus) wordt gegeten. Zeeoren hebben een rasp-achtig mondapparaat die de radula wordt genoemd. Hiermee schrapen ze zeewier en andere plantaardige organismen van de rotsen.
Jonge zeeoren voeden zich met bacteriematten op de bodem van de zee of met kiezelalgen. Het voedsel wordt opgespoord met de goed ontwikkelde cephalische antennes, de voelsprieten op de kop. Zeeoren eten onder andere roodwieren, groene zeesla en planten die korsten vormen op de rotsen zoals de koraal-achtige roodwieren uit het geslacht Corallina.
De larven van zeeoren nemen geen voedsel op; zij teren op hun dooiervoorraad. Pas na de metamorfose krijgen de larven monddelen zodat ze kunnen eten.

## Vijanden en verdediging
Met name de larven van zeeoren worden in groten getale gegeten door verschillende dieren. De larven vormen een deel van het fytoplankton dat in zee leeft en zijn hierdoor een onderdeel van het stapelvoedsel van verschillende planktoneters. Voorbeelden zijn verschillende vissen zoals de ansjovis en de haring.
De belangrijkste predatoren van de volwassen zeeoren zijn krabben, otters, vissen, vogels en zeesterren. Sommige krabben zijn geen vijanden van de zeeoor, maar leven met ze samen. Dergelijke comensale krabben behoren vaak tot de erwtenkrabbetjes (familie Pinnotheridae). Deze zeer kleine krabben leven in de schelp van de zeeoor. Zo worden ze beschermd, ze maken als tegenprestatie de schelp schoon.
Sommige borstelwormen beschadigen de schelp zodat deze kwetsbaarder wordt voor vijanden. Een voorbeeld is de soort Terebrasabella heterouncinata.
Ook van boorsponzen is bekend dat ze de zeeoor aantasten zoals de soort Cliona lobata. In sommige gebieden is 95 procent van alle zeeoren aangetast door deze parasieten. Ook de parasitaire tweekleppige Penitella conradi kan de schelp schade berokkenen, dit weekdier boort zich door de schelp om zich tegoed te doen aan de lichaamsweefsels van de zeeoor. De kleine boormossel (Barnea parva) heeft eenzelfde levenswijze en boort gaten in zeeoren.
Zeeoren worden ten slotte ook aangetast door virussen. Aurivirus is een virus dat specifiek in zeeoren voorkomt. Het virus is bolvormig en wordt ongeveer 150 nanometer lang. Het tast het zenuwstelsel aan en leidt uiteindelijk tot de dood. In commerciële kwekerijen zijn sterfpercentages van 90% bekend.
Vrijwel alle soorten zijn begroeid met organismen zoals wieren, algen en zeepokken. Ze zijn hierdoor goed gecamoufleerd en vallen niet op in hun natuurlijke omgeving. Zeeoren kruipen snel weg als ze in de buurt van een zeester komen, deze vluchtreactie wordt veroorzaakt door de geur van de zeester.
Zeeoren zijn kwetsbaarder dan de verwante schaalhorens, die het gehele lichaam onder de schelp kunnen terugtrekken. Zeeoren kunnen de buitenste rand van de buikzijde en de tentakels niet onder de schelp brengen bij verstoring, deze delen steken altijd uit. Zeeoren kunnen als ze rusten en niet alert zijn relatief gemakkelijk van het substraat getrokken worden. Zodra ze echter worden aangeraakt zuigen ze zich in een reflex vast op de ondergrond en zijn dan zeer moeilijk los te krijgen. Een zeeoor kan zich met de lichaamsspieren aan de bodem hechten met een kracht van 4000 keer het eigen lichaamsgewicht. Een exemplaar van tien centimeter moet met een kracht van 180 kilogram worden losgetrokken.

## Relatie met de mens

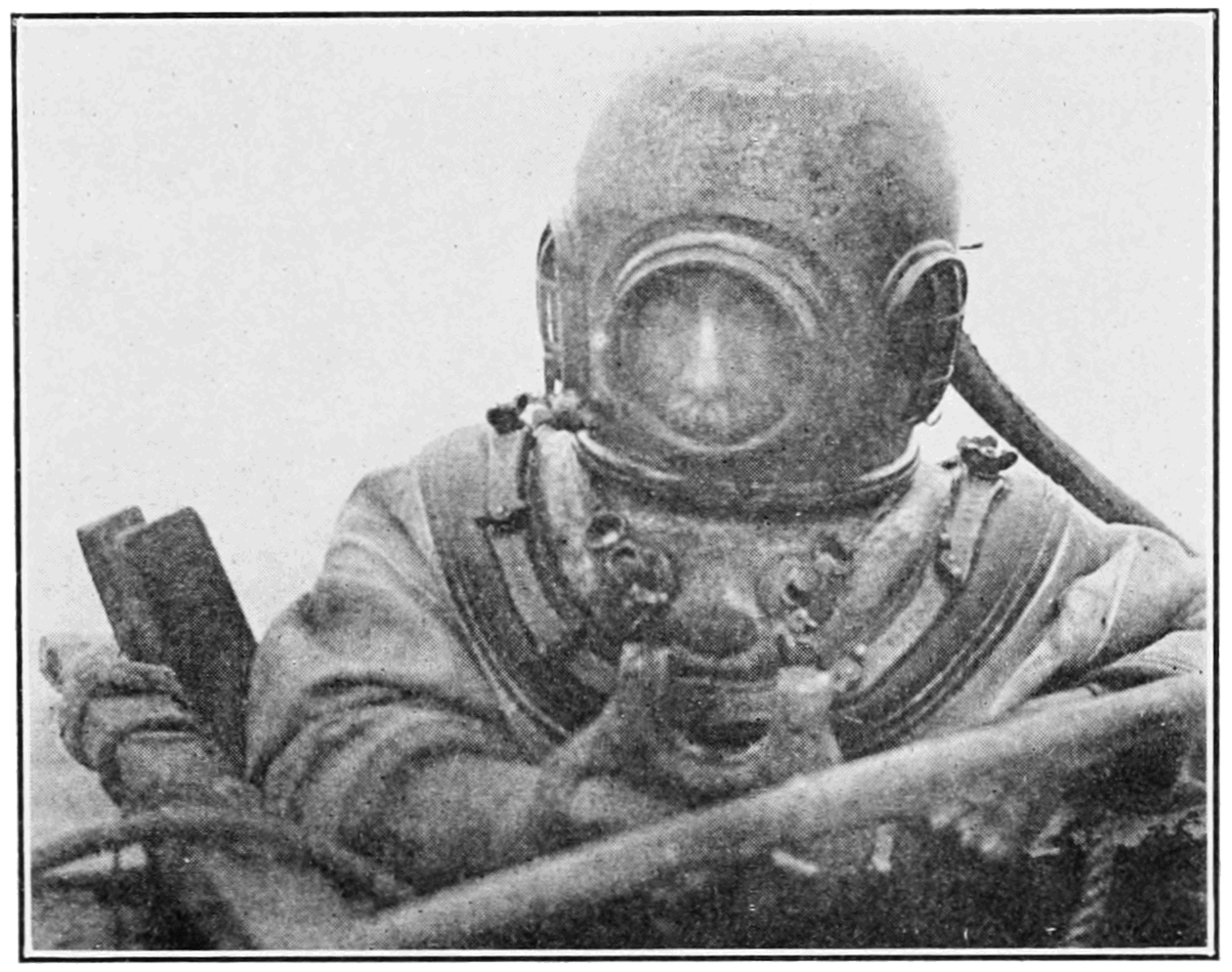
Een duiker bereidt zich voor om naar zeeoren te zoeken (1913)

Zeeoren hebben veel economische waarde en worden op grote schaal gevangen. Zowel het vlees als de schelp van de slak worden gewaardeerd als voedsel en decoratie.

### Vlees
Op de Kanaaleilanden werden zeeoren in het verleden massaal gevangen om het vlees bij springtij. Doordat het water bij vloed hoger komt en de waterstand bij eb juist lager is dan normaal, zijn de dieren massaal beschikbaar en gemakkelijk te bereiken.
Het vlees van de rauwe zeeoor wordt uit de schelp gelepeld, waarna de zwarte, franje-achtige tentakels en het donker gekleurde epipodium worden afgesneden. Ook de kopzijde en het maag-darmstelsel worden verwijderd. De rest van het blanke vlees bestaat uit de gespierde voet van het weekdier. Vaak wordt ook de buitenste zintuiglijke laag van de voet (het epipodium) afgesneden. Het vlees wordt in lagen (steaks) afgesneden, maar is zeer taai. Het vlees wordt hiertoe met een houten hamer geplet om het malser te maken. De zeeoor kan vervolgens rauw worden gegeten of worden gekookt of gebakken. Gebakken zeeoor wordt vaak eerst voorzien van een laagje bloem en vervolgens kort in olie verhit. Rauwe zeeoor kan worden gebruikt als sashimi. Zeeoor wordt wel verwerkt in sauzen en in soepen maar kan ook in de schelp worden opgediend als (voor)gerecht.

### Sieraden
Naast het vlees worden de dieren ook gewild om de schelp. Schelpen van de zeeoor zijn populair bij schelpenverzamelaars. Niet alleen worden de schelpen relatief groot, ook de dikke parelmoerlaag wordt gezien als erg decoratief. De schelp wordt ook wel in stukjes gezaagd om te verwerken in sieraden en kunstwerken. Door de indianen werden de schelpen gebruikt als ruilmiddel (wampum); een primitief soort geld. In Europa zijn zeeoren veel verwerkt tot knopen.

### Bedreiging en bescherming
Door de jacht op zeeoren zijn veel grotere exemplaren weggevangen en zijn echt grote schelpen - langer dan 20 cm- zeer zeldzaam. Oorschelpen worden in verschillende werelddelen gezien als een delicatesse.
In de Amerikaanse staat Californië werden minimummaten vastgesteld om de dieren te mogen vangen. Zo kregen jonge dieren de kans om volwassen te worden en zich voort te planten.
Zeeoren worden tegenwoordig op grote schaal gekweekt in zogenaamde abalone-farms, ofwel zeeoor-boerderijen. Hier worden de jonge dieren opgekweekt tot ze groot genoeg zijn om te verkopen.